# Harriotta
Harriotta ist eine aus drei Arten bestehende Gattung aus der Familie der Langnasenchimären (Rhinochimaeridae) in der Ordnung der Seekatzen (Chimaeriformes). Die Fische kommen disjunkt in allen Ozeanen, an den Kontinentalhängen, bei Tiefseebergen und nahe dem Ozeanboden in Tiefen von 200 bis 2600 Metern vor. Die Gattung wurde zu Ehren des englischen Mathematikers, Naturphilosophen und Astronomen Thomas Harriot benannt.

## Merkmale
Harriotta-Arten erreichen Körperlängen von 74 bis 120 cm. Auffälligstes Merkmal der Gattung ist das konvexe Kopfprofil und das lange Rostrum, das in einer feinen, nach oben gebogenen Spitze ausläuft. Dieses Merkmal ist bei ausgewachsenen Männchen besonders deutlich ausgeprägt. Das Maul befindet sich unterhalb der Augen. Es ist mit dicken, stark mineralisierten Zahnplatten besetzt. Der Schwanz der Fische besteht aus einer oberen und einer unteren, nicht besonders hohen Schwanzflosse und einem mittigen, mehr oder weniger verlängerten Filament. Eine Afterflosse fehlt.
Harriotta-Arten sind ovipar. Da sie in größeren Tiefen leben ist über ihr Verhalten und ihre Lebensweise kaum etwas bekannt.

## Arten
Zu Harriotta gehören drei Arten:
- Harriotta avia Finucci et al., 2024
- Harriotta chaetirhampha (Tanaka, 1909)
- Harriotta raleighana Goode & Bean, 1895, (Typusart)

## Belege
1. 1 2 3  Harriotta haeckeli auf Fishbase.org (englisch)
2. 1 2 3  Harriotta raleighana auf Fishbase.org (englisch)
3. ↑  
David A. Ebert & Matthias F. W. Stehmann: Sharks, Batoids and Chimaeras of the North Atlantic. FAO Species Catalogue for Fishery Purposes No. 7, ISSN 1020-8682. Seite 430.
4. ↑  
Naohide Nakayama, Mizuki Matsunuma, Hiromitsu Endo (2019): A preliminary review and in situ observations of the spookfish genus Harriotta (Holocephali: Rhinochimaeridae). Ichthyological Research, Juli 2019.
5. ↑  Finucci, B., Didier, D., Ebert, D.A., Green, M.E. & Kemper, J.M. (2024): Harriotta avia sp. nov. – a new rhinochimaerid (Chimaeriformes: Rhinochimaeridae) described from the Southwest Pacific. Environmental Biology of Fishes, August 2024.